# Alejandro el Acemeta
Alejandro el Acemeta (Islas del Egeo, ca. 340 - Gomon, Bósforo, ca. 430), también conocido como Alejandro de Constantinopla, fue un soldado en la guardia de la prefectura de Constantinopla, luego eremita y después monje y fundador de la rama monástica de los acemetas bizantinos.

## Biografía
Los datos que se tienen sobre la vida de Alejandro son de primera mano, su biografía fue escrita por un discípulo suyo. Eliminados los elementos hagiográficos se puede deducir que Alejandro era proveniente de alguna isla del archipiélago egeo asiático, se educó en Constantinopla, donde ingresó en la guardia de la prefectura. De él se dice que leyendo la Biblia, se encontró con el pasaje evangélico: «si quieres ser perfecto, anda, vende lo que tienes, y dalo a los pobres, y tendrás tesoro en el cielo; y ven y sígueme», por ello abandonó la carrera militar, vendió todos sus bienes y se hizo eremita. Se dirigió a Siria, donde permaneció siete años como solitario. En Edesa incendió un templo pagano, lo que le valió ser llevado ante el gobernador, Rábulo, quien escuchó sus razones y terminó no sólo bautizándose sino convirtiéndose en el primer obispo de Edesa.
Como sucedía ya desde los orígenes de los primeros eremitas, alrededor se establecieron un grupo de discípulos que pretendían seguir los pasos de Alejandro, dando paso a la etapa cenobita de su vida. Él los organizó en diferentes coros, según la nacionalidad de cada uno, griegos, sirios, coptos y latinos. La liturgia de dichos monjes consistía en una alabanza continua a Dios, para ello los monjes se turnaban día y noche, por eso tomaron el nombre de acemetas (del griego: Άκοίμηται), que quiere decir «los que no duermen». Las comunidades monásticas acemetas se expandieron por Siria y Mesopotamia.
Alejandro regresa a Constantinopla, pero su estilo de vida choca con el clero local y con las autoridades civiles. Es exiliado de la ciudad en 426, sin embargo obtiene la protección de la emperatriz Pulqueria y el apoyo de algunos importantes e influyentes nobles de la ciudad. Se retira al monasterio acemeta de Gomon, fundado por él mismo, en el mar Negro en 430.

## Culto
La santidad de Alejandro el Acemeta ha sido puesta en discusión, porque se le ha relacionado con el fenómeno de los evangelizadores que destruían los templos paganos, como San Bonifacio. Sin embargo sus discípulos acemetas, en la antigüedad, hicieron lo posible por lograr mantener su culto. Incluso hoy se le venera como tal por la mayoría de las iglesias cristianas tradicionales. Así su memoria se encuentra en los calendarios ortodoxo, católico y protestante. En la Iglesia ortodoxa se le venera en especial modo en la tradición de los monjes estuditas, herederos de los antiguos acemetas, el día 8 de julio. La Iglesia católica celebra su fiesta el 15 de enero.